# Kościół Matki Bożej Wspomożenia Wiernych w Starym Czarnowie
Kościół Matki Bożej Wspomożenia Wiernych w Starym Czarnowie – rzymskokatolicki kościół parafialny we wsi Stare Czarnowo, w gminie Stare Czarnowo, w powiecie gryfińskim, w województwie zachodniopomorskim. Należy do dekanatu Kołbacz archidiecezji szczecińsko-kamieńskiej.

## Historia i architektura
Pierwsza świątynia razem z cmentarzem została wzniesiona w Starym Czarnowie w południowej części wsi w końcu XII wieku. W XV wieku otrzymała status kościoła parafialnego. Zniszczona została przez pożar w 1531 roku, następnie została odbudowana w XVI wieku. W 1826 roku została gruntownie przebudowana w stylu neogotyckim. W czasie II wojny światowej używana była jako magazyn. W związku z tym została poważnie zniszczona. Budowla mieści się na niewielkim wzniesieniu w środkowej części nieużywanego cmentarza. Została wybudowana na planie prostokąta. Z korpusem łączy się pięcioboczne, węższe od niego prezbiterium. Przy południowo-wschodnim narożniku znajduje się zakrystia. Od strony zachodniej mieści się nadbudowana nad zachodnią częścią korpusu nawowego strzelista drewniana wieża o dwóch kondygnacjach zakończona ostrosłupowym hełmem z chorągiewką. We wnętrzu świątyni ściany i drewniany strop są gładko otynkowane.

## Wyposażenie
Wyposażenie zostało wykonane po 1945 roku. W prezbiterium mieści się obraz Matki Bożej Wspomożenia Wiernych zakupiony przez parafian w 1947 roku. W oknach umieszczone są witraże przedstawiające apostołów św. Piotra i św. Pawła zaprojektowane przez I. Kisielewską i namalowane przez B. Ratajskiego w 1980 roku.